# 佐伯男
佐伯 男（さえき の おとこ）は、飛鳥時代の人物。姓は連のち宿禰。官位は従五位上・大倭守。
672年の壬申の乱で大友皇子（弘文天皇）のため筑紫国に遣わされたが任務に失敗した。

## 経歴
天武天皇元年（672年）6月に大海人皇子（のち天武天皇）の挙兵を知った近江大津宮の朝廷は、各地に使者を派遣して鎮圧のための兵士を徴発した。このとき、佐伯男は筑紫大宰の栗隈王のもとに遣わされた。出兵を命じたものの、栗隈王が以前大海人皇子に従っていたことから、彼もまた背くかもしれないと大友皇子は疑っていた。「従わない様子があったら殺せ」というのが、佐伯男が受けた指示であった。
符（命令書）を受けとった栗隈王は、出兵を断る。筑紫国の務めは国外への備えであり、守りを空けたときに変事があったら国が傾くというのが、栗隈王が述べた理由であった。このとき、栗隈王の二人の子、三野王（美努王）と武家王が剣を佩いて側に立っていた。佐伯男は剣を握って前に出ようとしたが、かえって自分が殺されるかもしれないと考え、断念してそのまま帰った。
帰還後の活動については記録がないが、乱の後に赦されたと考えられる。
天武天皇13年（684年）八色の姓の制定により、佐伯氏は連から宿禰に改姓しており、男も同時に改姓したと想定される。
文武朝末の慶雲2年（706年）従五位下に昇叙する。元明朝では和銅元年（708年）大倭守に任ぜられ、翌和銅2年（709年）従五位上に昇進している。

## 官歴
『続日本紀』による。
- 天武天皇13年（684年） 12月2日：連から宿禰に改姓
- 時期不詳：従六位下
- 慶雲2年（705年） 12月27日：従五位下
- 和銅元年（708年） 3月13日：大倭守
- 和銅2年（709年） 9月2日：従五位上